# 21512 Сьюзіклері
21512 Сьюзіклері (21512 Susieclary) — астероїд головного поясу, відкритий 22 травня 1998 року.
Тіссеранів параметр щодо Юпітера — 3,602.